# Dora Bryan
Dora Bryan, all'anagrafe Dora May Broadbent (Parbold, 7 febbraio 1923 – Brighton & Hove, 23 luglio 2014) è stata un'attrice britannica, vincitore di un BAFTA e un Laurence Olivier Award.

## Biografia
Vinse il BAFTA alla migliore attrice protagonista nel 1962 per Sapore di miele e il Laurence Olivier Award alla miglior attrice non protagonista nel 1995 per The Birthday Party di Harold Pinter. Nel corso della sua carriera ha recitato anche in alcuni musical, tra cui Gli uomini preferiscono le bionde (Londra, 1962), Hello, Dolly! (Londra, 1965; tour inglese, 1988) e Follies (Londra, 1987). Nel 1987 fece il suo debutto a Broadway con un revival di Pigmalione con Peter O'Toole e Amanda Plummer.
È stata sposata con il giocatore di cricket Bill Lawton per 54 anni, dal 1954 alla morte dell'uomo, avvenuta nel 2008. La coppia ha avuto 1 figlio e ne ha adottati altri due.

## Filmografia parziale

### Cinema
- Idolo infranto (The Fallen Idol), regia di Carol Reed (1948)
- I giovani uccidono (The Blue Lamp), regia di Basil Dearden (1950)
- No Trace, regia di John Gilling (1950)
- La cortina del silenzio (Circle of Danger), regia di Jacques Tourneur (1951)
- Nuda ma non troppo (Lady Godiva Rides Again), regia di Frank Launder (1951)
- Scandalo di notte (Fast and Loose), regia di Gordon Parry (1964)
- Sopravvissuti: 2 (The Cockleshell Heroes), regia di José Ferrer (1955)
- Sapore di miele (A Taste of Honey), regia di Tony Richardson (1961)
- La rapina più scassata del secolo (The Great St. Trinian's Train Robbery), regia di Sidney Gilliat e Frank Launder (1966)
- Questa pazza, pazza, pazza Londra (The Sandwich Man), regia di Robert Hartford-Davis (1966)
- Gli artigli dello squartatore (Hands of the Ripper), regia di Peter Sasdy (1971)
- MirrorMask, regia di Dave McKean (2005)

### Televisione
- Absolutely Fabulous - serie TV, 2 episodi (1996-2001)

## Doppiatrici italiane
- Lydia Simoneschi in Sapore di miele
- Isa Bellini in Apartment Zero
- Angiolina Quinterno in MirrorMask